# Алекс Гепберн
Алекс Гепберн (англ. Alex Hepburn ; нар. 25 грудня 1986) — британська співачка та композитор. В липні 2012 року вона випустила свій однойменний міні-альбом. В квітні 2013 року Алекс випустила свій дебютний студійний альбом Together Alone.

## Дискографія

### Альбоми
| Рік  | Альбом         | Вища позиція в чарті | Вища позиція в чарті | Вища позиція в чарті | Вища позиція в чарті | Вища позиція в чарті | Вища позиція в чарті | Сертифікати |
| Рік  | Альбом         | AUT                  | BEL (Fl)             | BEL (Wa)             | FR                   | GER                  | SWI                  | Сертифікати |
| ---- | -------------- | -------------------- | -------------------- | -------------------- | -------------------- | -------------------- | -------------------- | ----------- |
| 2013 | Together Alone | 36                   | 36                   | 15                   | 3                    | 23                   | 2                    |             |

### Сингли
| Рік  | Назва         | Вища позиція в чарті | Вища позиція в чарті | Вища позиція в чарті | Вища позиція в чарті | Вища позиція в чарті | Вища позиція в чарті | Вища позиція в чарті | Вища позиція в чарті | Сертифікати | Альбом         |
| Рік  | Назва         | AUT                  | BEL (Fl)             | BEL (Wa)             | CZE                  | FR                   | GER                  | POL                  | SWI                  | Сертифікати | Альбом         |
| ---- | ------------- | -------------------- | -------------------- | -------------------- | -------------------- | -------------------- | -------------------- | -------------------- | -------------------- | ----------- | -------------- |
| 2013 | «Under»       | 62                   | 10                   | 2                    | 1                    | 2                    | 34                   | 2                    | 5                    |             | Together Alone |
| 2013 | «Miss Misery» | –                    | 91                   | 68                   | –                    | 131                  | –                    | 14                   | 63                   |             | Together Alone |

### Інші пісні, що потрапили до Хіт-парадів
| Рік  | Назва           | Вища позиція в чарті | Сертифікати | Альбом         |
| Рік  | Назва           | FR                   | Сертифікати | Альбом         |
| ---- | --------------- | -------------------- | ----------- | -------------- |
| 2013 | «Broken Record» | 90                   |             | Together Alone |
| 2013 | «Woman»         | 117                  |             | Together Alone |
| 2013 | «Pain Is»       | 132                  |             | Together Alone |